# Pedro Bofill Abeilhe
Pedro Bofill Abeilhe (Alcazarquivir, 14 de febrer de 1946) és un polític espanyol. Es llicencià en Ciències Polítiques i Econòmiquesi treballà com a professor del Departament de Ciència Política de la Universitat Complutense de Madrid.
Va iniciar la seva activitat política a la Universitat participant en la creació del Sindicat Democràtic d'Estudiants de la Universitat de Madrid i el 1969 va ingressar al Partit Socialista de l'Interior, reanomenat posteriorment Partido Socialista Popular, del que en fou nomenat en el III Congrés secretari d'informació i propaganda.
Quan el PSP es va unificar amb el PSOE formà part de la Comissió d'Unitat i fou elegit diputat per la província de Terol a les eleccions generals espanyoles de 1979, 1982 i 1986. De 1985 a 1986 fou Vicepresident Primer de la Comissió de Defensa del Congrés dels Diputats. Alhora, ha estat vocal de la Comissió Executiva Federal del PSOE i xoordinador de la Comissió de Cultura del Grup Parlamentari Socialista.
Fou elegit diputat a les eleccions al Parlament Europeu de 1989. De 1989 a 1992 fou vicepresident de la delegació per a les relacions amb Hongria del Parlament Europeu. Posteriorment ha estat president del Consejo Económico y Social.

## Obres
- La Comisión: funcionamiento del Mercado Común (1975) a Revista de Instituciones Europeas, ISSN 0210-0924, Vol. 2, Nº 1, 1975, pàgs. 139-144